# Pavel Poulíček
Pavel Poulíček (* 24. září 1974 Praha) je český moderátor, novinář, manažer.

## Životopis
Moderoval v rádiu Evropa 2 (1991–92), v roce 1993 byl u zahájení vysílání rádia Frekvence 1, kde do konce ledna 1994 připravoval a moderoval sportovní magazín. Je absolventem oboru žurnalistika na Fakultě sociálních věd Univerzity Karlovy.
4. února 1994 byl prvním moderátorem Sportovních novin televize Nova. Práci redaktora a moderátora Sportovních novin v TV Nova se věnoval v letech 1994–2009. Také komentoval fotbalové a hokejové přenosy. V letech 1996–1999 a 2000–2003 moderoval soutěžní pořad Kolotoč. Zároveň uváděl řadu zábavných pořadů a přímých přenosů společenských akcí (Fotbalista roku, Zlatá hokejka, Miss ČR). Během 15 let se stal jednou z nejvýraznějších tváří v historii televize.
V roce 2010 pracoval pro mediální agenturu Médea. V roce 2011 moderoval vlastní talk show na Public TV, v letech 2011–2012 dodával sportovní zprávy pro zpravodajství TV Prima. V roce 2013 pracoval jako zprávař ranního bloku rádia Frekvence 1.
Od roku 2013 pracoval nejdříve jako marketingový a mediální ředitel promotérské společnosti RELMOST pořádající golfový turnaj série European Tour - D+D REAL Czech Masters. Od roku 2018 je výkonným ředitelem Relmostu a zároveň řídí českou verzi televize Golf Channel. Jedná se o jedinou evropskou pobočku americké tematické televize, která je součástí skupiny NBC Universal.
Od června 2020 spolupracuje na marketingu a PR v hokejovém klubu HC Dynamo Pardubice.
Je podruhé ženatý. S manželkou Petrou má dceru Sofii.

## Ocenění
- 7× zvítězil v anketě Týtý v kategorii sportovní komentátor